# جون ليروف
جون ليروف (بالإنجليزية: John Lerew)‏ (و. 1912 – 1996 م) هو طيار أسترالي، ولد في هاميلتون، ويحمل رتبة عسكرية قائد سرب ‏، توفي في فانكوفر، عن عمر يناهز 84 عاماً.

## التعليم
تعلم في جامعة ملبورن
.

## الخدمة العسكرية
خدم في القوات الجوية الملكية الأسترالية.

## جوائز
حصل على جوائز منها:
Distinguished Flying Cross (United Kingdom) ‏